# みんなあつまれ! ワンダーパーク
『みんなあつまれ! ワンダーパーク』（原題: Wonder Park）は2019年に公開された米西合作のアニメーション映画である。監督はディラン・ブラウン（後述の理由でクレジットなし）、主演はブリアンナ・デンスキーが務めた。本作は日本国内で劇場公開されなかったが、2019年10月9日にDVDが発売された。

## ストーリー
ジューン・ベイリーは想像力豊かな少女であった。母親はジューンにワンダーパークという遊園地の話を聞かせながら育てた。その遊園地は人間の言葉を解する動物たちによって運営されているという設定であった。
時が経ち、母親は病を得て入院することになった。母親の不在によるストレスから、ジューンはワンダーパークを題材にした絵を焼却してしまい、動物たちと空想の中で遊ぶことすらしなくなった。しばらくして、ベイリーの父親は娘を数学キャンプに行かせることにした。道中、ジューンは父親のメモ書きを見て「父さんが自分に助けを求めている」と勘違いした。ジューンは友人（バンキー）に頼んで騒ぎを起こしてもらい、その隙にバスから降りて帰宅しようとしたが、近くの森の中で廃墟と化した遊園地を発見した。驚くべきことに、空想の遊園地だったはずのワンダーパークは実在したのである。
ところが、ワンダーパークはダークネスの襲撃に悩まされていた。ジューンと動物たちは園の設備を修理しようとしたが、その最中にチンパンジーのゾンビによって襲撃された。混乱の中、ジューンは動物たちとはぐれてしまい、無重力を体験できる施設に迷い込んでしまった。そこで、ジューンはピーナッツに出会った。ピーナッツはダークネスに見つからないように隠れていたのである。
ピーナッツはジューンの母親の声を聞くことができたのだが、ある時期を境に声が全く聞こえなくなり、喪失感を覚えていたのだという。この話を聞いたジューンはダークネスは自分の心の闇が現実世界に表出したものだと確信した。その矢先、ゾンビたちが施設内に侵入してきた。ジューンは何とか逃げ出すことが出来たが、ピーナッツはゾンビに人質として捕まってしまった。
ジューンは何とか動物たちと合流することに成功し、ダークネスが発生した原因が自分にあると告げた。それを聞いた動物たちは憤慨し、ジューンを一人残してどこかへ行ってしまった。途方に暮れるジューンだったが、自分にもワンダーパークを創造できる力があることを知った。ジューンはその力を使ってアトラクションの一つを修理し、それにのって動物たちを追いかけた。話し合いの末、ジューンと動物たちは一致団結してピーナッツの救出に当たることになった。

## 声の出演
※括弧内は日本語吹き替え
- ブリアンナ・デンスキー - キャメロン・ベイリー（ジューン）（新井美羽）
  - ソフィア・マリー - 幼少時のジューン
- ケン・ハドソン・キャンベル - ブーマー、クマ。（遠藤純一）
- ジェニファー・ガーナー - ジューンの母親（本名陽子）
- マシュー・ブロデリック - ジューンの父親（金谷ヒデユキ）
- ケナン・トンプソン - ガス、ビーバー。（真木駿一）
- ケン・チョン - クーパー、ビーバー。（堀総士郎）
- ミラ・クニス - グレタ、イノシシ。（浅野真澄）
- ジョン・オリバー - スティーヴ、ヤマアラシ。（茶風林）
- ノーバート・レオ・バッツ - ピーナッツ、チンパンジー。（森川智之）
- オエヴ・マイケル・アーバス - バンキー（中名生シオン）
- ケヴィン・チャンバーリン - トニー
- ケイト・マクレガー＝スチュワート - アルベルティーネ
- キャス・スーシー - シャノン

## 製作
本作の企画は2014年9月に立ち上がっていた。2015年6月15日、イリオン・アニメーション・スタジオズが本作の製作に携わることになったと報じられた。11月10日、パラマウント・アニメーションは本作の製作を開始すると正式に発表した。その際、タイトルは『Amusement Park』であると発表された。
2018年1月30日、ディラン・ブラウン監督が「不適切かつ好ましくない行為」に及んだことを理由に解任された。本作の製作工程はほとんど終わりに近付いていたため、製作サイドは後任の監督を起用せず、ブラウンを監督としてクレジットしない方針をとった。
当初、ピーナッツ役にはジェフリー・タンバーが起用されていたが、タンバーからセクハラを受けたとの告発が相次いだため、タンバーは降板させられることになった。その後任にはケン・ハドソン・キャンベルが起用された。この報道があった2018年4月の時点で、本作のタイトルは『Amusement Park』から『Wonder Park』に変更されていた。

### 音楽
2018年4月26日、レイチェル・プラッテンが本作に新曲を提供するとの報道があった。2019年3月8日、本作のサウンドトラックが発売された。3月15日、本作で使用されたプラッテンの『Wonder』とグレース・ヴァンダーウォールの『Hideaway』がシングルとして発売された。

## 公開・マーケティング
当初、本作は2019年3月22日に全米公開される予定だったが、その後公開日は2018年7月13日→2018年8月10日→2019年3月15日と変更された。
2018年11月14日、本作のオフィシャル・トレイラーが公開された。

## 興行収入
本作は『囚われた国家』及び『ファイブ・フィート・アパート』と同じ週に封切られ、公開初週末に1300万ドル前後を稼ぎ出すと予想されていたが、実際の数字はそれを若干上回るものとなった。2019年3月15日、本作は全米3838館で限定公開され、公開初週末に1585万ドルを稼ぎ出し、週末興行収入ランキング初登場2位となった。

## 評価
本作に対する批評家からの評価は伸び悩んでいる。映画批評集積サイトのRotten Tomatoesには101件のレビューがあり、批評家支持率は34%、平均点は10点満点で4.79点となっている。サイト側による批評家の見解の要約は「色彩豊かでエネルギッシュな作品だが、ストーリーが心に響いてこない。『みんなあつまれ! ワンダーパーク』は幼児向けの娯楽作以上のものではない。」となっている。また、Metacriticには22件のレビューがあり、加重平均値は45/100となっている。なお、本作のCinemaScoreはB+となっている。

## 他のメディアへの展開
本作の公開に先立って、ワンダーパークの経営をシミュレーションできるアプリゲームが公開された。
2017年3月28日、パラマウント・アニメーションは本作を原作にしたテレビアニメを製作し、2019年中にニコロデオンで放送すると発表した。なお、パラマウント・アニメーションが製作したアニメの中で、スピンオフ作品が作られるのは本作が初めてとなる。